# La Gagne (film)
Pour les articles homonymes, voir Gagne.
Pour plus de détails, voir Fiche technique et Distribution.
La Gagne (The Big Town) est un film américain réalisé par Ben Bolt et Harold Becker en 1987.

## Résumé
Chicago, 1957. J.C. Cullen est un jeune provincial qui a un talent particulier pour les jeux de dés (en l'occurrence, le jeu Craps); il vient à la ville pour jouer en professionnel. Il fait exploser la banque dans un club privé, le Gem Club, de George Cole, et tombe amoureux de la femme de Cole, en même temps qu'il est ému pour une jeune mère célibataire. Furieux, Cole contrattaque, mais il n'est pas le seul acteur dans l'affaire. Des intérêts bien supérieurs trament d'obscures combinaisons.

## Fiche technique
- Autre titre anglais : Chicago Blues
- Réalisation : Ben Bolt et Harold Becker (non crédité au générique)
- Scénario : Robert Roy Pool d'après le roman de Clark Howard : Une lance (The Arm) Série noire n° 1301.
- Production : Don Carmody, Gene Kraft, Martin Ransohoff, Jon Turtle pour Albacore Productions Inc. et Columbia Pictures Corporation
- Musique : Michael Melvoin
- Photographie : Ralf D. Bode
- Montage : Stuart H. Pappé
- Budget : 11 millions $ [1]
- Durée : 109 minutes
- Pays :  États-Unis
- Langue : anglais
- Format : couleur — 1,85:1 — son stéréophonique
- Classification : USA : R / Canada : R
- Dates de sortie : 
  - États-Unis : 25 septembre 1987
  - France : 1989 (directement en vidéo)[2], 6 février 1991 (sortie en salles, Alsace)[3]

## Distribution
- Matt Dillon (V. F. : Lionel Henry) : J. C. Cullen
- Diane Lane (V. F. : Laure Sabardin) : Lorry Dane
- Tommy Lee Jones (V. F. : Michel Barbey) : George Cole
- Bruce Dern (V. F. : Marcel Jemma) : M. Edwards
- Lee Grant (VF : Perrette Pradier) : Ferguson Edwards
- Tom Skerritt (VF : Nicolas Vogel) : Phil Carpenter
- Suzy Amis (V.F. : Micky Sebastian) : Aggie Donaldson
- David Marshall Grant (V.F. : Emmanuel Jacomy) : Sonny Binkley
- Don Francks (VF : Georges Berthomieu) : Carl Hooker
- Del Close (VF : Pierre Hatet) : Deacon Daniels
- Meg Hogarth (VF : Nadine Alari) : Dorothy Cullen
- Cherry Jones (VF : Sylvie Feit) : Ginger McDonald
- Sarah Polley : Christy Donaldson
- Kirsten Bishop : Adele
- Ken McGregor (VF : Vincent Grass) : le barman
- Diane Gordon : Mme Rogers

## Production
Après deux semaines de tournage, le réalisateur Harold Becker quitte le projet à la suite de différends créatives avec le producteur Martin Ransohoff. Il est remplacé par Ben Bolt, fils du scénariste de Lawrence d'Arabie, Robert Bolt, grâce au président de Columbia de l'époque, David Puttnam.

## Sortie et accueil
Le film ne rencontre pas un succès commercial, ne rapportant que 1,7 million $ de recettes. L'accueil critique est mitigée, obtenant un taux d'approbation de 57% sur le site Rotten Tomatoes, pour sept critiques collectées et une moyenne de 5,4/10.